# Невзоров, Виктор Михайлович
(род. 14 февраля 1957 г., в Майкоп, Адыгейская АО, Краснодарский край) — советский дзюдоист, самбист, тренер и спортивный организатор. Мастер спорта СССР по самбо (1974 г.) и по дзюдо (1977 г.). Заслуженный Тренер Российской Федерации c 2001 г.
Родной брат прославленного самбиста и дзюдоиста Владимира Михайловича Невзорова.
Выступал в весовых категориях до 70 кг и до 78 кг. Тренировался под руководством Заслуженного тренера СССР Коблева Якуба Камболетовича, выступал за ДСО «Урожай» и Вооружённые силы СССР.

## Образование
В 1980 году окончил факультет физвоспитания Адыгейского государственного педагогического института. 
В 2002 году получил второе высшее образование, окончив Ростовский государственный экономический университет.

## Спортивная карьера
Начал заниматься самбо в одиннадцать лет в секции ДСШ «Юный Буревестник» в городе Майкопе в 1968 году. В секцию Виктора привёл старший брат Владимир. Виктор попал в третий по счёту набор секции, где вместе с братом они занимались самбо в маленьком в спортивном зале при Адыгейском педагогическом институте под руководством Коблева Якуба Камболетовича. Из этого набора в дальнейшем выросли такие мастера самбо и дзюдо как: Бислан Меретуков, Евгений Ашинов, Аслан Кадыров, Сергей Аракелян, Игорь Вержбицкий, Олег Соловаров и др.
С 1971 по 1982 гг профессионально выступал на различных соревнованиях всесоюзного и международного уровня по самбо и дзюдо. Представлял  ДСО «Буревестник», ДСО «Урожай» и Вооружённые силы СССР.
Один из самых юных участников взрослого Чемпионата СССР по самбо за всю историю их проведения. На момент участия в Чемпионате СССР 1973 года  Виктору исполнилось 16 лет и 14 дней.
Виктор внёс большой вклад в успешную подготовку брата Владимира Невзорова к ключевым турнирам: будучи спарринг-партнёром он имитировал технику самых главных соперников Владимира, таких как Валерий Двойников, Гюнтер Крюгер, Патрик Виаль и Кодзи Курамото и т.д. Это часто давало Владимиру необходимое тактическое и техническое превосходство в решающих схватках на Чемпионатах Европы, Мира и Олимпийских играх.
Мастер спорта СССР по самбо (1974 г.) и по дзюдо (1977 г.)
Член молодёжной и взрослой сборной СССР по дзюдо.

#### Выступления на турнирах по дзюдо (мужчины):
- Чемпионат СССР по дзюдо 1978 года в г. Липецк —
- Кубок СССР по дзюдо 1976 г. в составе сборной РСФСР в 1976 г. в г. Тбилиси —
- Чемпионат СССР среди сельских спортсменов в 1977 г. в г. Кишинёв —
- Всесоюзный турнир «Молдавия» в 1976 г. в г. Бельцы —
- Международный турнир «Интернационал» в г. Улан-Батор в 1981 г. в весовой категории до 78 кг —
- Всемирная Летняя Универсиада 1978 г. (командный турнир) в г. Рио-де-Жанейро —
- III Всесоюзные Спортивные Сельские Игры 1978 г. в г. Кишинёв  —
- Международный турнир на призы журнала «Советские профсоюзы»  в 1978 г. в г. Майкоп —
- Двукратный бронзовый призёр Чемпионатов ВЦСПС в 1978 и 1980 гг. —
- Неоднократный чемпион Центрального Совета ДСО «Урожай»
- Участник международных матчевых встреч с японской и венгерскими командами по дзюдо в г. Майкоп

#### Выступления на турнирах по дзюдо (юниоры):
- Молодёжное первенство СССР по дзюдо 1976 г. в г. Николаев —
- Международный турнир «Дружба» среди юниоров в 1976 г. в г. Пхеньян —
- II Всесоюзные Спортивные Игры молодёжи в 1977 г. в г. Минск  —

#### Коронные приёмы:
- Передняя подножка
- Задняя подножка
- Болевой приём на локтевой сустав

## Тренерская карьера
Заслуженный Тренер Российской Федерации c 2001 г.

### Майкопская школа дзюдо и самбо
Тренерскую работу начал в 1983 году в майкопском опорном центре: сначала в должности завуча, а затем и тренера в Спортивной ДЮСШ Олимпийского резерва в г. Майкопе в знаменитом зале на ул. Ленина, д.11, который называли «майкопским Кодоканом» - здесь была воспитана большая плеяда прославленных самбистов и дзюдоистов, известных в СССР и в Мире.
На протяжении 8 лет тренерской работы в школе Виктором Невзоровым были подготовлены следующие известные спортсмены: Мурат Хасанов, Владимир Драчко, Валерий Коблев, Владимир Кравченко, Игорь Ряшин, Магомед Байкулов, Андрей Коматовский, Евгений Нефедов, Николай Козлов, Владимир Потугин и др.

### Зарубежная карьера
В 1986 году по контракту работал тренером мужской сборной Ирака.
В 1987-1988 гг по приглашению финского спортивного клуба "TUL" проводил учебно-тренировочные сборы и обучающие семинары для профессиональных дзюдоистов различных возрастов.

### Зеленоградская школа дзюдо и самбо
С июля 1996 года на базе комплекса «Рекорд» в 16-м мкрн. началось формирование зеленоградской школы дзюдо. До этого комплекс влачил жалкое существование — за короткое время картина изменилась: погашены все долги, комплекс восстановлен для нормальных занятий. Были построены спортивные залы, открыто 8 секций, отремонтирован гостиничный корпуса. Уже с 1999 г. В школе появились первые чемпионы и призёры соревнований на российском уровне. За время работы Виктора Невзорова и его тренерского коллектива были воспитаны следующие известные спортсмены: Алексей и Василий Шкоровы, Павел Астафьев, Роман Бузук, Александр Ломакин, Арчил Гоголашвили и др.
В 2008 г. ДЮСШ № 114 «Рекорд» переехала в новый комплекс «Дворец Единоборств Рекорд» в более просторный зал с шестью коврами, занятия ведут 7 тренеров.

## Работа в государственных и общественных организациях
Президент Зеленоградской федерации дзюдо
Глава Управления физической культуры и спорта зеленоградского АО Москомспорта